# Palazzo del Banco di Roma
Il palazzo del Banco di Roma (oggi Unicredit) è uno storico edificio di Milano situato in piazza Tommaso Edison.

## Storia
Il palazzo venne eretto tra il 1939 e il 1940 secondo il progetto dell'architetto udinese Cesare Scoccimarro (1897-1953). La piazza Edison, sulla quale si affaccia l'edificio, fu ricavata alla fine del XIX secolo con gli sventramenti dell'area ex demaniale del convento del Bocchetto per essere poi popolata da una serie di edifici istituzionali del nuovo quartiere degli Affari che si sviluppò intorno alla vicina piazza degli Affari. Il palazzo del Banco di Roma occupa lo spazio su cui sorgeva l'edificio in stile Liberty costruito nel 1905 e conosciuto come casa Lancia che l'architetto milanese Manfredini (1869-1920) aveva edificato a forma di sperone. L'edificio, che dal 1907 divenne la sede della Banca Jarach, venne demolito nel 1939.

## Descrizione
L'edificio, di stile littorio, sorge nella centrale piazza Tommaso Edison, occupando interamente il lotto a forma di spicchio ricavato fra la piazza e le laterali vie Bocchetto e della Posta. Il lotto a spicchio, molto rastremato verso la piazza Edison, risultava di difficile soluzione architettonica che venne risolta dall'architetto Scoccimarro mediante il disegno di un torrione a facciata concava prospettante la piazza.
Sulla facciata, al di sopra dell'ampio finestrone verticale che ne occupa una grande parte, un bassorilievo raffigurante la Lupa che allatta Romolo e Remo e la dicitura "ANNO 1941"; sui due lati che si affacciano sulla via Bocchetto e sulla via della Posta sono presenti due altorilievi raffiguranti la Dea Roma e Sant'Ambrogio del Cibau.

## Galleria d'immagini

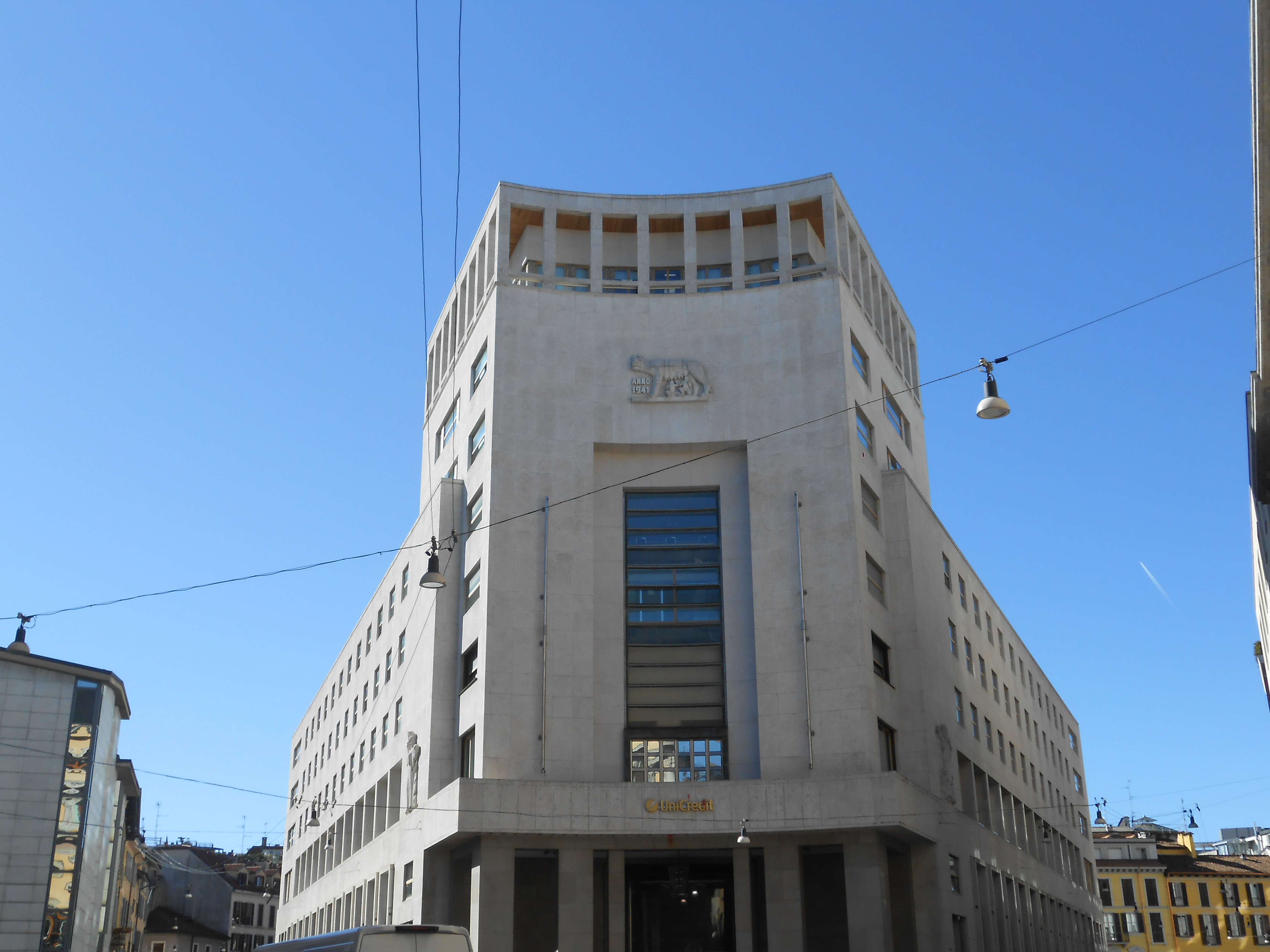
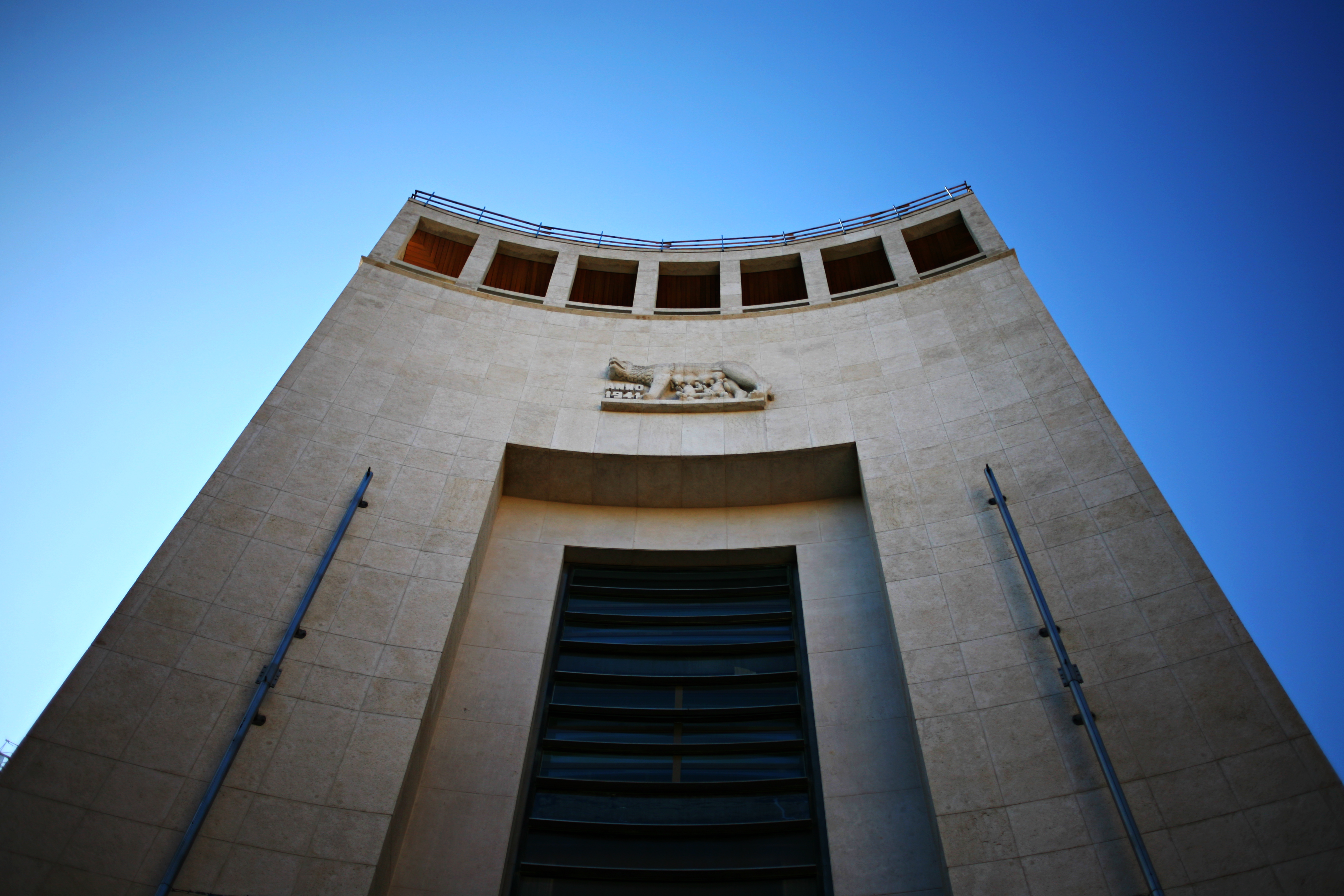